# یکای گرمایی بریتانیا
یکای گرمایی بریتانیا (به انگلیسی: British Thermal Unit) (اختصاری بی‌تی‌یو) یکای سنتی گرما است که برابر ۱۰۵۵ ژول انرژی می‌باشد. یکای SI نوین برای انرژی گرمایی ژول (J) است. به عنوان مقدار گرمای لازم برای افزایش دمای یک پوند آب به میزان یک درجه فارنهایت تعریف می‌شود. همچنین بخشی از یکاهای مرسوم ایالات متحده است.
در حالی که واحدهای گرما اغلب توسط واحدهای انرژی در کارهای علمی جایگزین می‌شوند، هنوز هم در برخی زمینه‌ها استفاده می‌شوند. به عنوان مثال، در ایالات متحده قیمت گاز طبیعی به دلار به ازای هر مقدار گاز طبیعی ذکر می‌شود که در صورت سوزاندن، ۱ میلیون بی‌تی‌یو انرژی گرمایی می‌دهد.
{\displaystyle \ 1BTU=252cal}
{\displaystyle \ 1BTU=1055,07Joule}
{\displaystyle \ 1BTU=0,000293kWh=0,293Wh}

## تعاریف
بی‌تی‌یو در ابتدا به عنوان مقدار گرمای مورد نیاز برای افزایش دمای ۱ پوند سنگینی آب مایع به میزان ۱ درجه فارنهایت در فشار ثابت یک واحد اتمسفر تعریف شد. تعاریف مختلفی از بی‌تی‌یو وجود دارد که کمی متفاوت هستند. این نشان دهنده این واقعیت است که تغییر دمای یک توده آب به دلیل افزودن مقدار خاصی از گرما (محاسبه شده بر حسب واحد انرژی، معمولاً ژول) کمی به دمای اولیه آب بستگی دارد. همان‌طور که در جدول زیر مشاهده می‌شود، تعاریف بی‌تی‌یو بر اساس دماهای مختلف آب تا ۰٫۵٪ متفاوت است.

## جدول معادل‌ها
| دمای اسمی                             | معادل بی‌تی‌یو به ژول | توضیحات |
| ------------------------------------- | ------------------- | --- |
| ۳۹ درجه سلسیوس (۱۰۲٫۲ درجه فارنهایت)  | ≈ ۱۰۵۹٫۶۷           | کالری مصرفی آب با چگالی حداکثر (۴ درجه سلسیوس (۳۹٫۲ درجه فارنهایت)) |
| متوسط                                 | ≈ ۱۰۵۵٫۸۷           | Uses a calorie averaged over water temperatures ۰ تا ۱۰۰ درجه سلسیوس (۳۲٫۰ تا ۲۱۲٫۰ درجه فارنهایت) |
| IT                                    | ≡ ۱۰۵۵٫۰۵۵۸۵۲۶۲     | تلاش اولیه برای تعریف واحدهای حرارتی به‌طور مستقیم بر حسب واحدهای انرژی، و در نتیجه حذف ارتباط مستقیم با خواص آب، توسط کنفرانس‌های بین‌المللی میز بخار انجام شد. این کنفرانس‌ها در ابتدا این تعریف ساده را اتخاذ کردند که ۸۶۰ کالری «IT» دقیقاً با ۱ وات-ساعت بین‌المللی مطابقت دارد (که با یک وات-ساعت منوین یکسان نیست). این تعریف درنهایت به این بیانیه تبدیل‌شد که ۱ کالری IT دقیقاً ۴٫۱۸۶۸ ژول است. سپس بی‌تی‌یو از کالری محاسبه می‌شود همان‌طور که برای تعاریف ترموشیمیایی بی‌تی‌یو و کالری انجام می‌شود، همان‌طور که در استاندارد بین‌المللی ISO 31-4 مقادیر و یکاها - قسمت ۴: گرما و استاندارد بریتانیا BS 350: قسمت ۱: ۱۹۷۴ ضرایب تبدیل و جداول. |
| سازمان بین‌المللی استانداردسازی        | ≡ ۱۰۵۵٫۰۵۶          | استاندارد بین‌المللی ISO 31-4 , مقادیر و یکاها—بخش ۴: گرما، پیوست A. این مقدار از کالری IT استفاده می‌کند و به دقت واقعی گرد می‌شود. |
| ۱۵ درجه سلسیوس (۵۹٫۰ درجه فارنهایت)   | ≡ ۱۰۵۴٫۸۰۴          | بیشتر درایالات متحده آمریکا. استفاده از ۱۵ سانتی‌گراد کالری، برابر است با ۴٫۱۸۵۵ ژول (کمیته بین‌المللی 1950; PV, ۱۹۵۰, ۲۲, ۷۹–۸۰) |
| ۱۵٫۶ درجه سلسیوس (۶۰٫۱ درجه فارنهایت) | ≈ ۱۰۵۴٫۶۸           | بیشتر در کانادا |
| ۱۷٫۲ درجه سلسیوس (۶۳٫۰ درجه فارنهایت) | ≈ ۱۰۵۴٫۶            | |
| ترموشیمی                              | ≡ ۱۰۵۴٫۳۵۰۲۶۴۴۴     | استفاده «ترموشیمی کالری» برابر با ۴٫۱۸۴ ژول |